# Da Ghama
Da Ghama  ou Da Gama, nome artístico de Paulo Roberto da Rocha Gama (Belford Roxo) é um cantor, compositor e  guitarrista brasileiro, conhecido por ser um dos fundadores da banda Cidade Negra. Após sair da banda, e iniciar sua carreira solo, adotou a grafia Da Ghama. Atualmente mantém o projeto Originais Cidade com ex-integrantes de Cidade Negra, o vocalista original Ras Bernardo e o baterista Lazão, o nome surgiu após Toni Garrido ter conseguido o registro de marca registrada do nome Cidade Negra no Instituto Nacional da Propriedade Industrial.

## Biografia
De 1986 a 2008, foi o guitarrista do Cidade Negra.
Em abril de 2008 saiu da banda para seguir sua carreira solo. No mesmo ano gravou seu primeiro álbum solo, chamado Violas e Canções.
Em 2009 correu a meia maratona do Rio.
Em 2016 lançou seu segundo álbum na carreira solo (em CD e DVD), chamado BaixaFrikaBrasil.

### Outros trabalhos
Ao lado do baixista Bino Farias (também do Cidade Negra), ajudou a ONG União Cultural Esportiva Baixada. Da Gama toca o projeto Basquete e Arte, que promove jogos de basquete com renda beneficente.
Ao lado do jornalista e locutor Fernando Costa, Da Gama foi um dos apresentadores e produtor do programa Cidade do Reggae (que mostra nomes conhecidos e novos talentos do reggae nacional e mundial), transmitido as terças-feiras na Rádio Cidade do Rio de Janeiro.
Em fevereiro de 2019, tentou o registro de marca registrada do nome Cidade Negra no Instituto Nacional da Propriedade Industrial, contudo, o pedido foi indeferido após a marca já ter sido concedida a Toni Garrido, vocalista da banda, Da Ghama fundou o projeto Originais Cidade com ex-integrantes de Cidade Negra, o vocalista original Ras Bernardo e o baterista Lazão.

## Discografia

### Carreira solo
| Ano de lançamento | Álbums           | Faixas |
| ----------------- | ---------------- | --- |
| 2008              | Violas e canções | Canções 01. Tesouro Perdido 02. Carta Grega 03. Amor Proibido 04. A Cor do Sol 05. Jeito de Ser 06. Cair em Si 07. Não Chores Mais (Woman no Cry) 08. Ciranda 09. Amor Matador 10. Na Rua, na Chuva, na Fazenda 11. Um Só Coração 12. Calor da Palavra 13. Se Você |
| 2012              | BaixaFrikaBrasil | |